# Cầu Seogang
Cầu Seogang hoặc Cầu Grand Seogang (tiếng Hàn Quốc: 서강대교) là cây cầu bắt qua Sông Hán ở Seoul, Hàn Quốc. Cây cầu nối hai quận Mapo và Yeongdeungpo.

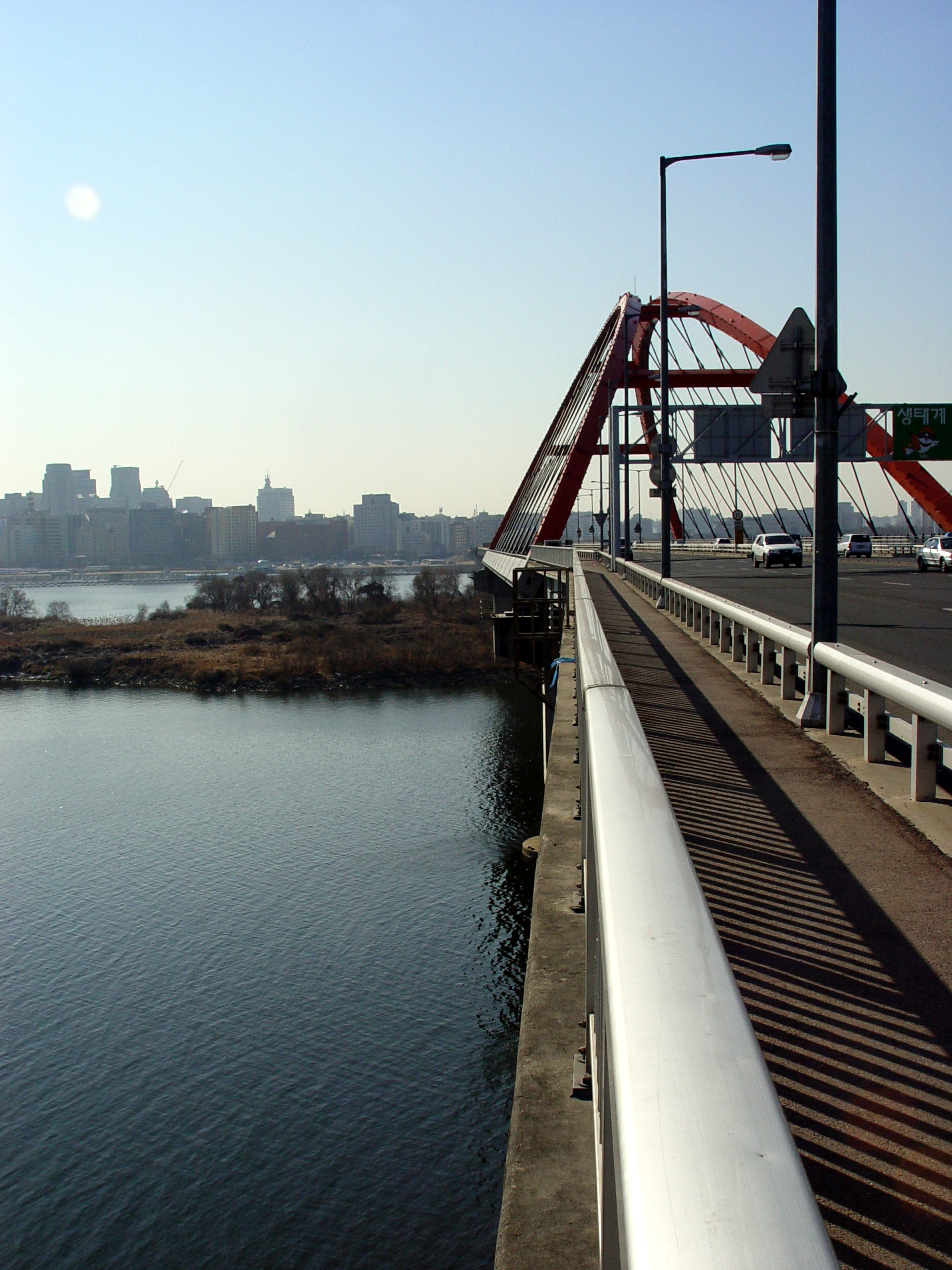
Cầu Seogang và cù lao của Bamseom
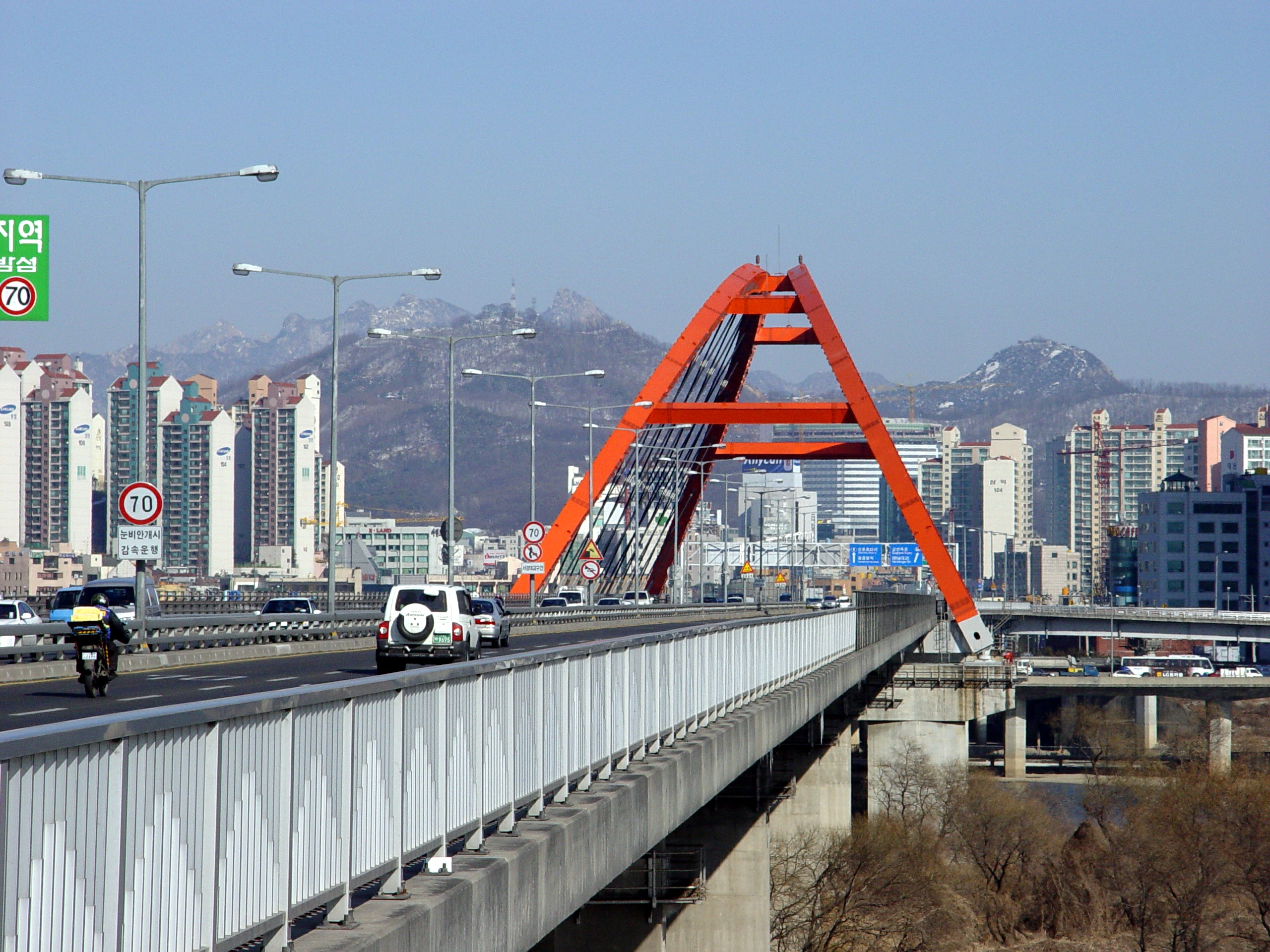
Cầu Seogang và Bukhansan từ Bamseom